# Henry Corbin
Pour les articles homonymes, voir Corbin.
Henry Corbin, né le 14 avril 1903 à Paris et mort le 7 octobre 1978 dans cette même ville, est un philosophe, traducteur et orientaliste français.
En 1933, il épouse Stella Leenhardt (1910-2003) « qui devient la compagne et collaboratrice inséparable de toute son œuvre ».
C'est l'un des rares philosophes à traiter de l'islam iranien en général et de la gnose chiite en particulier.
Corbin a traduit, interprété et édité quelques-uns des classiques de cette tradition, dont les grands noms tels que Sohrawardi, Molla Sadra Shirazi, Rûzbehân Baqlî Shîrâzî et aussi le soufi Ibn Arabi et son disciple chiite Haydar Amoli, élargissent peu à peu un horizon philosophique lui aussi en voie de mondialisation.

## Biographie
Alors que Corbin est élève d'Étienne Gilson et Jean Baruzi, Louis Massignon lui révèle la « théosophie orientale » de Sohravardi qui oriente définitivement sa vocation philosophique. Après plusieurs séjours en Allemagne, Corbin publie en 1937 la première traduction française d'Heidegger sous le titre Qu'est-ce que la métaphysique ?
De 1939 à 1945, il est attaché ensuite à l'Institut français d'Istanbul et est chargé de fonder le département d'iranologie à l'Institut français de Téhéran. Il y fonde la « Bibliothèque iranienne » où seront publiés les classiques de cette tradition oubliée. En 1954, il est nommé directeur d'études « Islamisme et religions de l'Arabie » à l'École pratique des hautes études où il succède à son ami et maître Louis Massignon. Entre 1970 et 1973, il enseigne également à l'Istituto ticinese di alti studi (it) à Lugano, en Suisse. En 1974, il fonde un « Centre international de recherche spirituelle comparée » à l'Université Saint-Jean de Jérusalem, où se rencontrent des spécialistes des trois religions abrahamiques.
De 1949 à 1976, il participe aux rencontres annuelles du cercle Eranos où il présentera 24 conférences. C'est à l'occasion de ces rencontres annuelles qu'il élaborait sa philosophie. Durant cette période, il se lie d’amitié avec Carl Gustav Jung : « C'est “en Eranos”, affirme Corbin, que le pèlerin venu d'Iran devait rencontrer celui qui par sa “Réponse à Job” (ouvrage de C. G. Jung publié en 1952) lui fit comprendre la réponse qu'il rapportait en lui-même d'Iran. Le chemin vers l'éternelle Sophia. Que C.G. Jung en soit encore remercié ».
Franc-maçon, initié dans le rite écossais rectifié, il était membre d'une loge de la Grande Loge nationale française à Saint-Germain-en-Laye,. Il fut en effet initié dans la loge Les Compagnons du Sept n. 3, de la Grande Loge nationale française-Opéra le 5 mai 1962, promu compagnon en 1963 et maître en 1964. Dans le Rite écossais rectifié il devint maître écossais de Saint André en 1972, écuyer novice en janvier 1973 et Chevalier bienfaisant de la cité sainte (CBCS) le 15 septembre 1973, avec le nom d'ordre de Eques ab insula viride. "Régularisé" dans la loge Le centre des amis n. 1 de la Grande loge nationale française en 1974, il fut membre du Grand Prieuré des Gaules et d'un Chapitre de la Sainte Arche royale de Jérusalem ; en 1975, il fut nommé membre honoraire de la Loge nationale de recherche Villard de Honnecourt et le 7 juillet 1978 il fut reçu membre de la Grande loge du Royal Order of Scotland à Édimbourg.

## Œuvre
Corbin se fit connaître dans les années 1937-1938 comme philosophe et premier traducteur en langue française de textes de Martin Heidegger, alors peu connu sur la scène internationale, regroupés sous le titre Qu'est-ce que la Métaphysique ?. C'est notamment dans la pensée du philosophe allemand qu'il puisa, selon ses dires, sa conception de l'« Herméneutique » qui lui permit d'entreprendre avec profit l'exégèse de l'ésotérisme islamique.
À travers son exégèse, Corbin aborde des thèmes comme la connaissance et le récit visionnaire, le monde imaginal et l'imagination créatrice en tant que facultés théophaniques, le corps spirituel et la terre céleste, l'imamologie, l'angélologie et le drame dans le ciel. Ce sont toutes là des créations au fondement de ce que Corbin nomme une philosophie prophétique basée sur l'herméneutique spirituelle du Livre Saint, dont le meilleur équivalent chrétien est Jakob Böhme. C'est dire que cette philosophie prophétique doit être considérée comme une théosophie capable de réconcilier les facultés visionnaires et rationnelles en l'homme.
L'œuvre d'Henry Corbin tente de démontrer que la pensée musulmane ne se limite pas aux philosophes hellénisants, au kalâm sunnite ou même au soufisme et que son histoire ne s'arrête pas avec Averroès. Selon Corbin, la mort d'Averroès met seulement fin au péripatétisme arabe et au dialogue de sourds entre Kalâm et Falasafa. La philosophie islamique (falsafa) prend au contraire un nouvel essor à partir de l'œuvre fondatrice de Sohrawardi en passant du monde arabe au monde perse où elle trouve une nouvelle vitalité et réalise pleinement certaines potentialités sans pour autant renier les acquis techniques et les catégories de la pensée grecque. Selon Henry Corbin, la caractéristique principale de la théosophie orientale de Sohrawardi et de son école est « d'interpréter les archétypes platoniciens en termes d'angélologie zoroastrienne ». À travers l'étude détaillée de Sohrawardi et de la philosophie chiite, Corbin met aussi en lumière l'influence de la pensée religieuse du zoroastrisme ou mazdéïsme (encore vivante dans certaines communautés en Inde et en Iran), sur l'islam iranien : le lien entre les cycles de la prophétie et le cycle zoroastrien du monde, les similitudes eschatologiques entre la figure de l'imam caché connu sous le nom de « Mahdi » et le sauveur zoroastrien, « Saoshyant » qui surgira d'un lac en Iran et qui attend l'heure de son retour, etc.. Corbin effectue aussi des rapprochements similaires entre gnose chiite et gnose chrétienne, notamment à travers l'identification de l'Imam caché avec le Paraclet annoncé dans l'Évangile de Jean selon Haydar Amoli, ou par le rapprochement du règne de la Walayat éternelle (la religion en vérité et en esprit selon le chiisme duodécimain) avec l'annonce du règne du Saint Esprit et de l'Évangile éternel prophétisée en occident par Joachim de Flore. Chez Corbin, le comparatisme entre les différentes traditions spirituelles du monothéisme (gnose chiite, gnose chrétienne et Kabbale juive) a une fonction déterminée, il lui permet d'élaborer des notions telles que l'ésotérisme abrahamique et l'œcuménisme spirituel pour rétablir des convergences, là où les religions séculières sont en opposition.
Finalement, l'œuvre de Corbin dépasse l'exégèse historique et prend une nouvelle dimension quand elle considère cette tradition comme un rempart possible contre les dangers spirituels mortels de la sécularisation et de la désacralisation dont le nihilisme occidental semble le terme ultime. Pour Corbin, l'ésotérisme chiite rejoint l'ésotérisme abrahamique dont il est l'un des sommets et forme une force de proposition toujours valable, capable de remédier aux impasses métaphysiques des systèmes théologiques dogmatiques qui, en réifiant Dieu, en font une idole métaphysique (l'Être suprême) que l'athéisme ne pouvait que dénoncer après l'affaiblissement de la puissance séculière de l'Église et la sécularisation des différents rameaux protestants.
L'œuvre essentielle d'Henry Corbin se prolonge à travers son élève Christian Jambet qui, sans la remettre en question, a montré qu'à côté de cet ésotérisme, la tradition chiite comportait aussi un kalam, théologie dogmatique dont la prise en compte est indispensable lorsqu'on veut comprendre les origines du sectarisme et du fondamentalisme dont la révolution iranienne est le dernier avatar.

## Publications principales
- Histoire de la philosophie islamique, Paris, Gallimard, coll.« Idées », 1964, rééd. coll. « Folio Essais », 1986, 549 p.
- En Islam iranien: aspects spirituels et philosophiques, 2e éd., Paris, Gallimard, coll. « Tel » 1971, 4 vol.: « 1. Le chiisme duodécimain », 332 p.; « 2. Sohrawardi et les Platoniciens de Perse », 384 p.; « 3. Les fidèles d'amour. Shî'isme et soufisme », 358 p.; « 4. L''école d'Ispahan, l'école shaykhie, le douzième imâm », 460 p., plus « Index général », p. 461-567.
- Avicenne et le récit visionnaire, réédition: Lagrasse, Verdier, 1999, 466 p. (français) + 91 p. (arabe)
- L'Imam caché, Paris, L'Herne, coll. « Mythes et religions », 2003, 301 p.
- Le Paradoxe du monothéisme, Paris, L'Herne, 2003 [1981], 257 p.
- Temps cyclique et gnose ismaélienne, Paris, Berg International, coll. « L'Île verte »,1982, 208 p.
- Face de Dieu, face de l'homme. Herméneutisme et soufisme, Paris, Flammarion, 1983, rééd. Paris, Entrelacs, 2008, 382 p.
- L'Alchimie comme art hiératique, textes édités et présentés par Pierre Lory, Paris, L'Herne, coll. « Bibliothèque des mythes et des religions », 1986, 219 p.
- Philosophie iranienne et philosophie comparée, Paris, Buchet/Chastel, 1979, 154 p.
- Corps spirituel et Terre céleste: de l'Iran mazdéen à l'Iran shî'ite, 2e éd. entièrement révisée, Paris, Buchet/Chastel, coll. « La Barque céleste », 1979, 303 p.
- L'Imagination créatrice dans le soufisme d'Ibn 'Arabî, 2e édition, Paris, Flammarion, 1977, rééd. Paris, Entrelacs 2006, 398 p.
- Temple et Contemplation, Paris, Flammarion, 1981, rééd. Paris, Entrelacs, 2006, 482 p.
- La Philosophie iranienne islamique, Paris, Buchet/Chastel, 1981, 417 p.
- L'Homme de lumière dans le soufisme iranien, 2e éd., Chambéry, Présence, coll. « Soleil Dans Le Cœur », 1971, 230 p.
- L'Homme et son ange. Initiation et chevalerie spirituelle, Paris, Fayard, coll. « Espace intérieur », 2003 [1983], 274 p.
- Suhrawardi d'Alep, Saint-Clément-de-rivière, Fata Morgana, 2005 [1939], 82 p.
- Autour de Jung: Le bouddhisme et la sophia, éd. établie par Michel Cazenave avec la collaboration de Daniel Proulx, Paris, Entrelacs, 2014, 182 p.

## Traductions principales de Henry Corbin
- Martin Heidegger, Qu'est-ce que la métaphysique ?, Paris, Gallimard NRF, 1954 [1938].
- Rûzbehân, Le Jasmin des fidèles d'amour, trad. du persan, Lagrasse, Éd. Verdier, 1991, 273 p.
- Haydar Amoli, Le Texte des Textes. Prolégomènes au Commentaire des « Fosûs al hikam » d'Ibn Arabi, trad. et édité par H. Corbin, en collab. avec Osman Yahyâ, Paris, Adrien-Maisonneuve, coll. « Bibliothèque iranienne », vol. 22, 1975. [présentation en ligne]
- Haydar Amoli, La Philosophie Shi'ite. 1. Somme des doctrines ésotériques. 2. Traité de la connaissance de l'être, édition des textes en arabe (832 p.), avec introduction [76 p. (français) + 63 p. (arabe)] et notes d'Henry Corbin et Osman Yahyâ, Adrien-Maisonneuve, coll. « Bibliothèque iranienne », vol. 16 1969, 2e éd. 1989. [présentation en ligne]
- Yahya ibn Habas Sihab al-Din al-Sohrawardî, L'Archange empourpré. Quinze traités et récits mystiques, traduit du persan et de l'arabe, présenté et annoté par Henry Corbin, Fayard, coll. « Documents Spirituels », 1976, XXIV + 549 p.
- Môlla Sadra Shîrâzî, Le livre des pénétrations métaphysiques, traduit du persan par Henry Corbin, Lagrasse, Verdier, coll. « Islam spirituel », 258 p.
- Yaḥyá ibn Ḥabash Sohrawardī, Le livre de la sagesse orientale, avec les commentaires de Qotboddîn Shîrazi et Môlla Sadra Shîrâzî, traduction et notes de Henry Corbin, établies et introduites par Christian Jambet, Lagrasse, éd. Verdier, coll. « Islam spirituel », n° 2, 1986  (ISBN 2864320568) / rééd. Paris, Gallimard, coll. Folio essais, 2003, 694 p.